# Hellraiser 5: Inferno
Hellraiser: Inferno är den femte delen i filmserien Hellraiser, och den första av filmerna i serien som gått direkt till DVD.

## Handling
Filmens huvudperson, Joseph Thorne, är en korrupt poliskommissarie i Denver. Han missbrukar droger, och är kroniskt otrogen. Thorne hittar en pussel-låda på en brottsplats, där ett groteskt ritualmord begåtts. Han tar med sig lådan hem, och lyckas efter en tid lösa den. Följderna blir ödesdigra, då han börjar uppleva våldsamma och bitvis sexuella hallucinationer. Samtidigt fortsätter han sin utredning, där det första mordet följs av ytterligare. Nu är det dock Thornes vänner och bekanta som mördas, och kommissarien måste försöka lösa de gåtor som efterlämnas av mördaren, samtidigt som han besöker en psykiatriker för att komma till rätta med sina skenande hallucinationer.